# Cabuérniga
Cabuérniga is een gemeente in de Spaanse provincie Cantabrië in de regio Cantabrië met een oppervlakte van 87 km². Cabuérniga telt 1.012 inwoners (1 januari 2016).

## Demografische ontwikkeling
Bron: INE, 1857-2011: volkstellingen